# Iriberri (Leoz)
Iriberri (Hiriberri en euskera) es un caserío español, actualmente despoblado, de la Comunidad Foral de Navarra perteneciente al municipio de Leoz. Está situado en la Merindad de Olite. Su población en 2014 fue de 0 habitantes (INE).

## Topónimo
El topónimo, frecuente en Navarra y el País Vasco, significa en euskera ‘villa nueva’, de hiri ‘villa’ y berri ‘nueva’. En documentos antiguos aparece como Iríverrí (1280, NEN), Yríberri, Yriuerrí (1366,1591, NEN) y Leotz Yriverri (1268, NEN).

## Arte
- Iglesia de la Natividad de Santa María.[1]
- Palacio cabo de armería, con torres en los ángulos y capilla en uno de ellos.[1]